# Подвин при Ползели
Подвин при Ползели (на словенски: Podvin pri Polzeli) е село в Словения, Савински регион, община Ползела. Според Националната статистическа служба на Република Словения през 2015 г. селото има 282 жители.